# Susanna Egri
Susanna Egri, nata Susanna Egri Erbstein (Budapest, 18 febbraio 1926) è una ballerina e coreografa ungherese naturalizzata italiana.
Nell'ambito della coreografia italiana contemporanea rappresenta una delle forze più vive e originali per il carattere composito dello stile e delle tematiche, che spaziano dal balletto neoclassico all'espressionismo mitteleuropeo e al folklore.

## Biografia
Figlia del celebre sportivo Ernő Erbstein, direttore tecnico del Grande Torino, scomparso nella tragedia di Superga e di Jolanda Hunterer, cresce in Italia al seguito del padre, allenatore di calcio di varie squadre; nel 1938 a seguito delle leggi razziali abbandona l'Italia con il padre e si trasferisce a Budapest, dove inizia i suoi studi sotto la guida di F. Nádasy dell'Opera di Budapest e di S. Berczik.
Si perfeziona in seguito in Francia e in USA con Vera Volkova, Boris Kniaseff, Mary Wigman e Kurt Jooss. Dopo l'esordio a Budapest nel 1946, nel 1947 ritorna in Italia al seguito del padre, ove debutta all'Excelsior di Milano.
Si trasferisce poi a Torino e a novembre 1949 inizia a lavorare per i primi programmi sperimentali della televisione italiana: sarà proprio lei ad esibirsi, il 3 gennaio 1954 nella prima trasmissione ufficiale della Rai, la coreografia da lei stessa creata e interpretata insieme al ballerino statunitense Norman Thompson sulla musica tratta dal film di Charlie Chaplin Luci della ribalta, nel corso del programma di varietà Sette Note.
Nel 1953 fonda a Torino la sua scuola di danza insieme alla compagnia "Il Balletti di Susanna Egri" che inaugura una prolifica stagione artistica sia nei teatri che nella nascente radiotelevisione italiana (Le Foyer de la Danse, 1953; Cavalleria Rusticana, 1963). Vicepresidente del Conseil International de la Danse (UNESCO), nel 1999 crea la Fondazione Egri per la Danza ed assume la direzione artistica della Compagnia EgriBiancoDanza, coadiuvata dal coreografo Raphael Bianco.

## Opere principali
- Le foyer de la danse (1952)
- Istantanee (1953)
- Negro spirituals (1960)
- Jazz play (1961)
- Renard (1962)
- Cavalleria rusticana (1963) - Prix Italia 1963
- Vita di Bohème (1964)
- Parabole evangeliche (1965)
- Partita (1970)
- Hanystók (1977)
- Jeux (1979)
- Il noce di Benevento di S. Viganò (1983)
- Al museo dell'Opera (1989)
- Dittico contemporaneo (2001)
- Crown of creation (2004)

## Riconoscimenti
Il 26 gennaio 2021 viene nominata cittadina onoraria di Lucca.
Il 2 marzo 2024 le è stato conferito dal Consiglio regionale del Piemonte un premio alla carriera "per aver valorizzato il Piemonte nel mondo, con professionalità e passione, attraverso la cultura della danza, con stima e riconoscenza".